# Бургаев, Анатолий Николаевич
Анатолий Бургаев (13 мая 1939 года, Тавда, Свердловская область — 2013, Петропавловск, Северо-Казахстанская область) — казахстанский художник, живописец, монументалист.

## Биография
С 1941 года проживал в Казахстане, г. Петропавловск. В 1963 году окончил художественно-графический факультет Омского государственного педагогического института им. М. Горького. В 1970 году вступил в Союз Художников СССР.
1970—1991 — возглавлял организацию Союза Художников в Северном Казахстане. 1973—1990 — автор многочисленных работ монументального искусства, в том числе: «Народные мелодии», «Счастье», «Наша сила в единстве», «Проектирование» и др., выполненных в техниках мозаики, витража, маркетри, рельефа, росписи и др.
В 1991 году присвоено звание «Заслуженный деятель искусств Республики Казахстан». 1993—2002 — написаны портреты выдающихся деятелей культуры, искусства, политики Казахстана. 2001 — работал над воссозданием портрета Кожабергена Жырау.

## Выставки
- 1970—2007 — областные, зональные, республиканские выставки.
- 1991 — персональная выставка. ЦВЗ СССР, г. Москва.
- 1993 — персональная выставка. ДХВ МК Казахстана, г. Алматы.
- 1999 — фестиваль «Жигер 1999». ГМИИ им. А. Кастеева, г. Алматы.
- 1997, 2001 — выставка произведений художников Северного Казахстана, г. Астана.
- 2001 — выставка произведений художников Северного Казахстана, г. Костанай.
- 2004 — персональная выставка пастели. Областной музей искусств, г. Петропавловск.
- 2006 — участие в Международной конференции «Евразийское пространство — как общность духовных и культурных ценностей», г. Астана.
- 2006 — участие в выставке Петропавловских художников. Областной музей искусств, г. Петропавловск.
- 2007 — «Возвращение к истокам», выставка художников Петропавловска, г. Караганда.
- 2007 — «Современная палитра», международная выставка. Русский драматический театр им. Н.Погодина, г. Петропавловск.
- 2008 — участие в выставке «Петропавловск весенний». Русский драматический театр им. Н.Погодина, г. Петропавловск.
- 2012, 28.06 - персональная выставка "Путешествие к истокам" в г.Астана, ЦСИ "Куланши"

## Звания, достижения
- Член Союза художников СССР — 1970 год;
- Заслуженный деятель искусств Республики Казахстан — 1991 год;
- Лауреат областной премии акима Северо-Казахстанской области — 2003 год;
- Лауреат международной выставки «Евразия. Образы Современности», г. Алматы — 2010 год;
- Участник республиканского симпозиума художников Казахстана, г. Астана — 2011 год.